# HAPPINESS (GRASS VALLEYのアルバム)
『HAPPINESS』（ハッピネス）は1991年8月23日に発売されたGRASS VALLEY初のミニ・アルバム。

## 解説
ドラム上領亘脱退後初アルバム。サウンド・プロデューサーに土橋安騎夫を迎え、ロック色の強い作品へと方向転換を図った。

## 収録曲
全編曲：GRASS VALLEY/土橋安騎夫
1. ハッピネス
作詞・作曲:出口雅之
2. D2
作詞:出口雅之　作曲:本田恭之
3. マニュアル・ピープル
作詞:出口雅之/本田恭之　作曲:本田恭之